# Salamis vinsoni
Salamis vinsoni är en fjärilsart som beskrevs av Le Cerf 1922. Salamis vinsoni ingår i släktet Salamis och familjen praktfjärilar. Inga underarter finns listade i Catalogue of Life.